# Толстовский (Белёвский район)
Толстовский — поселок в Белёвском районе Тульской области в составе Левобережного сельского поселения. Население - 0 человек (2021).

## География
Находится в юго-западной части Тульской области на расстоянии приблизительно 9 км на север по прямой от города Белёв, административного центра района.

## История
В 1926 году здесь (тогда Толстовские выселки) было учтено 8 дворов, в конце 1930-х годов — 12.

## Население
Постоянное население составляло 43 человека (1926 год), 162 (русские 93 %) в 2002 году.
| 2010 |
| ---- |
| 8    |